# Leander
El Leander fue el bergantín utilizada por Francisco de Miranda durante su primera expedición a Venezuela en 1806. Tenía un armamento de entre 16 cañones y desplazaba unas 200 toneladas, su eslora era de 36 metros y de manga tenía 8 metros. Fue construida en 1799 por Steele & Carswell, Greenock, Escocia, para Buchanan, Steven & Co., de Glasgow, luego llamada Dennistoun, Buchanan & Co.
Había servido de buque mercante y también para el contrabando de armas con Haití. En su última invasión filibustera fue apresado en 1803, en aguas de Barbados, por un corsario francés que lo llevó a  la Isla de Guadalupe, posesión francesa, y allí fue comprado por una casa armadora de Nueva York e inscrito bajo bandera estadounidense. 
Fue contratada en Nueva York por Francisco de Miranda, en noviembre de 1805, a su propietario, el armador y contrabandista estadounidense Samuel G. Ogden con la ayuda del coronel William Stephens Smith, inspector de dicho puerto. Fue rebautizada por Miranda en honor a su hijo Leandro.
Tras el fracaso de la expedición naval de Miranda en Ocumare de la Costa y La Vela de Coro en 1806, la corbeta Leander llegó a Trinidad junto a la fragata HMS Seine de bandera británica, donde fue puesta en depósito para pagar por costas junto a toda su carga. Finalmente, fue vendida en subasta pública y con ese dinero se pagó a los hombres que quedaban a bordo. 
En el Registro de Lloyd’s correspondiente a 1810 existe una nave de este nombre con aparejo de fragata, construida en Escocia (en un astillero que aparece abreviado como Grene) alrededor de 1799, de 185 toneladas, con calado de 13 pies. Es probable que esta nave fuera la antigua embarcación de Miranda.
Leander fue eliminado de los registrados navieros en 1813.